# Isla Las Huichas
Isla Las Huichas är en ö i Chile.   Den ligger i regionen Región de Aisén, i den södra delen av landet, 1 300 km söder om huvudstaden Santiago de Chile. Arean är 4,5 kvadratkilometer.
Terrängen på Isla Las Huichas är platt. Öns högsta punkt är 98 meter över havet. Den sträcker sig 3,1 kilometer i nord-sydlig riktning, och 3,0 kilometer i öst-västlig riktning.
I omgivningarna runt Isla Las Huichas växer i huvudsak blandskog.